# Francky Vandendriessche
Pour les articles homonymes, voir Vandendriessche (homonymie).
Francky Vandendriessche, né le 7 avril 1971 à Waregem en Belgique, est un footballeur international et entraîneur belge qui joue au poste de gardien de but.
Il est actuellement entraîneur des gardiens à La Gantoise.

## Biographie
Il joue au KSV Waregem, à l'Excelsior Mouscron et au Cercle Bruges KSV.
Après sa carrière de joueur, il devient entraîneur des gardiens de l'équipe nationale, au KV Courtrai et au RAEC Mons. Lorsque son ancien entraîneur chez les Kerels, Hein Vanhaezebrouck, rejoint La Gantoise, Vandendriessche lui emboîte le pas.

## Palmarès

### Distinctions personnelles
- Élu Gardien de l'année en 2002 avec l'Excelsior Mouscron.